# Karl Böhm
Karl Böhm (n. 28 august 1894, Graz, Austro-Ungaria – d. 14 august 1981, Salzburg, Austria) a fost un dirijor austriac.

## Biografie
Tatăl său era avocat, motiv pentru care și Karl Böhm a studiat întâi dreptul, pe care l-a absolvit cu succes în 1919. Cu toate acestea, a abandonat această profesie și a început să studieze pianul și teoria muzicii la Graz, apoi la Conservatorul de la Viena, cu Eusebius Mandyczewski, care făcea parte din cercul de prieteni ai lui Johannes Brahms, și cu Guido Adler.
În 1917 a fost angajat repetitor la opera din orașul său natal, pentru ca în 1919 să fie promovat ca dirijor secund iar în 1920 ca prim dirijor. În această perioadă s-a întâlnit pentru prima dată cu dirijorul Bruno Walter, care l-a dus în 1921 la opera din München.

## Activitate muzicală
În anul 1927, Böhm a fost numit director general muzical la Darmstadt, iar în 1931 a ocupat aceeași funcție la Hamburg. În anul 1933 a devenit membru al NSDAP.
Deși în mare măsură autodidact, și-a creat un renume ca dirijor, astfel că în 1933 i s-a permis să dirijeze pentru prima dată, la Viena, opera "Tristan și Isolda" de Richard Wagner. A fost apoi numit profesor la Hamburg, iar în 1934 i-a urmat la Semperoper din Dresda lui Fritz Busch, care a fost nevoit să fugă în străinătate spre a scăpa de pogromul nazist. În această perioadă, Böhm a dirijat mai multe premiere, din care cele mai importante au fost Die schweigsame Frau (Femeia tăcută), în 1935, la Londra și Daphne, în 1938 compuse de Richard Strauss cu care legase o strânsă prietenie..
În anul 1938, Böhm a fost invitat pentru prima dată la Salzburg, unde a dirijat Don Giovanni, de Wolfgang Amadeus Mozart. În 1943 a preluat pentru prima dată conducerea operei de stat (Staatsoper) din Viena.

### După cel de-al doilea război mondial
După Al doilea război mondial, datorită apropierii sale de regimul nazist, a fost îndepărtat din funcție de forțele aliate și i s-a interzis să mai apară în public o perioadă (așa cum s-a întâmplat și cu dirijorul Herbert von Karajan. Între 1954 și 1956 a deținut pentru a doua oară funcția de prin dirijor al operei de stat (Staatsoper) din Viena. Multele reproșuri că ar fi prea puțin prezent la Viena, precum și desele proteste în timpul spectacolelor dirijate de el, l-au determinat să renunțe la această funcție. Cu toate acestea, în anii '960, a dirijat de mai multe ori spectacole ale operei de stat (Staatsoper) din Viena.
După Al doilea război mondial, Böhm și-a multiplicat activitățile în străinătate, debutând în 1948 la Teatrul Scala din Milano. A mai dirijat și la Paris și din 1950, a plecat pentru trei ani în Argentina, la Teatro Colón din Buenos Aires. Din nou s-a ocupat cu premiere, cum ar fi Wozzeck de Alban Berg, în traducere în limba spaniolă, sau premiera operei Der Prozess (Procesul) de Gottfried von Einems

### Dirijor și director al Wiener Staatsoper
În anul 1954, Böhm s-a întors la Viena, unde se terminase reconstrucția Operei de Stat, distrusă în timpul războiului.
În anul 1957 a dat primul său spectacol la Metropolitan Opera din New York.
În 1962 a fost invitat la Bayreuth, unde a dirijat "Tristan și Isolda", revenind în mod regulat până în anul 1970. Între altele, între 1965 și 1967, a dirijat și ultima punere în scenă a ciclului Der Ring des Nibelungen (Inelul Nibelungilor), realizată de Wieland Wagner.
În anii '60, Böhm a fost unul din cei mai solicitați dirijori din lume. A dirijat în 1965, la Tokio, opera Fidelio de Ludwig van Beethoven, a dat concerte la Moscova, fiind cunoscut în special ca interpret sensibil și perfecționist al lucrărilor lui Mozart, Strauss și Wagner, dar s-a dedicat și lucrărilor lui Beethoven și Anton Bruckner. A dirijat multe ansambluri muzicale renumite, dar o relație specială a avut-o cu Filarmonica din Viena, cu care a realizat circa 450 de concerte și multe seri de operă și înregistrări pe discuri și pe peliculă.
În 1967 a fost declarat Dirijor de onoare (Ehrendirigent) a acestei orchestre. Printre realizările sale de bătrânețe se numără integrala simfoniilor lui Mozart, încheiată în 1974.
În decursul lungii sale cariere, de aproape șase decenii, Karl Böhm a primit o serie întreagă de premii, între care cele mai reprezentative au fost cele două premii Grammy (Grammy Award), primul în 1965 (Best Opera Recording) pentru cea mai bună înregistrare de operă ("Wozzeck" de Alban Berg), cu Dietrich Fischer-Dieskau, Evelyn Lear și Fritz Wunderlich, lucrare care l-a preocupat întreaga viață, iar al doilea premiu Grammy, primit în 1976 (Best Recording for Children) pentru cea mai bună înregistrare pentru copii, l-a primit pentru versiunea sa a operei Petrică și lupul de Serghei Prokofiev.
În 1970 a primit Semnul distinctiv austriac pentru știință și artă (Österreichisches Ehrenzeichen für Wissenschaft und Kunst).
În iunie 1979 a dirijat ultima sa premieră la opera de stat (Staatsoper) din Viena: Răpirea din serai de Mozart, (în regia lui Dieter Dorn, scenografia și costumele Jürgen Rose, cu participarea cântăreților Edita Gruberová, Horst Laubenthal și Rolf Boysen).
În 1980 a făcut un turneu în Japonia cu Staatsoper din Viena, ocazie cu care a dirijat Ariadna la Naxos (Ariadne auf Naxos) de Richard Strauss, iar în primăvara anului 1981 a avut loc ultima sa apariție publică, la pupitrul operei din Viena, cu o serie de reprezentații cu Nunta lui Figaro de Mozart.
A dirijat până la adânci bătrâneți, cu rigurozitate și disciplină deosebite în redarea partiturilor. Ultima sa realizare a fost filmarea operei "Elektra" de către Götz Friedrich.
A murit pe 14 august 1981, în vârstă de 87 de ani, la Salzburg, în timpul repetițiilor la "Elektra", de Richard Strauss.
Fiul său, Karl-Heinz Böhm a fost un actor apreciat în perioada postbelică.